# FS E.444
L'E.444 Tartaruga est une série de locomotives électriques de forte puissance des chemins de fer italiens (Ferrovie dello Stato Italiane - FS) conçue au milieu des années 1960 et dont la première série a été mise en service en 1967. Ces locomotives étaient destinées à la traction de trains rapides nationaux et internationaux.

## Conception
Dans le domaine de la grande vitesse ferroviaire, au milieu des années 1960, le Japon étonnait le monde avec le lancement de son train rapide le Shinkansen alors que la SNCF n'avait encore pas envisagé le projet du futur TGV. En Italie, les trains électriques offraient une bonne qualité de service dans le cadre des liaisons entre les principales villes du pays avec des vitesses allant jusqu'à 200 km/h mais pas au-delà, avec les rames ETR 200, qui assuraient la desserte des principaux itinéraires, mais qui commençaient à vieillir, et les plus récentes ETR.300 Settebello.
NDR: En 1960, 98% du réseau suisse était électrifié, 45% du réseau italien et à peine 17% du réseau français. C'est le 19 octobre 1975 que circula la dernière locomotive à vapeur Baldwin 141 R encore en service à la SNCF. 
En 1964, les FS confièrent à la Società Nazionale Officine di Savigliano (SNOS - future Fiat Ferroviaria), le soin de construire 4 prototypes de cette nouvelle locomotive électrique classique, apte à tracter des trains rapides nationaux et internationaux conçue, comme de coutume en Italie, par le bureau d'études "Studio Locomotive elettriche" du "Servizio Materiale e Trazione FS", dirigé pat l'Ingénieur Giovanardi. Le dossier de l'étude de la première locomotive rapide (180 km/h) avec 4 essieux moteurs, a été validé en 1964.

### Locomotives prototypes FS E.444.001 à 004

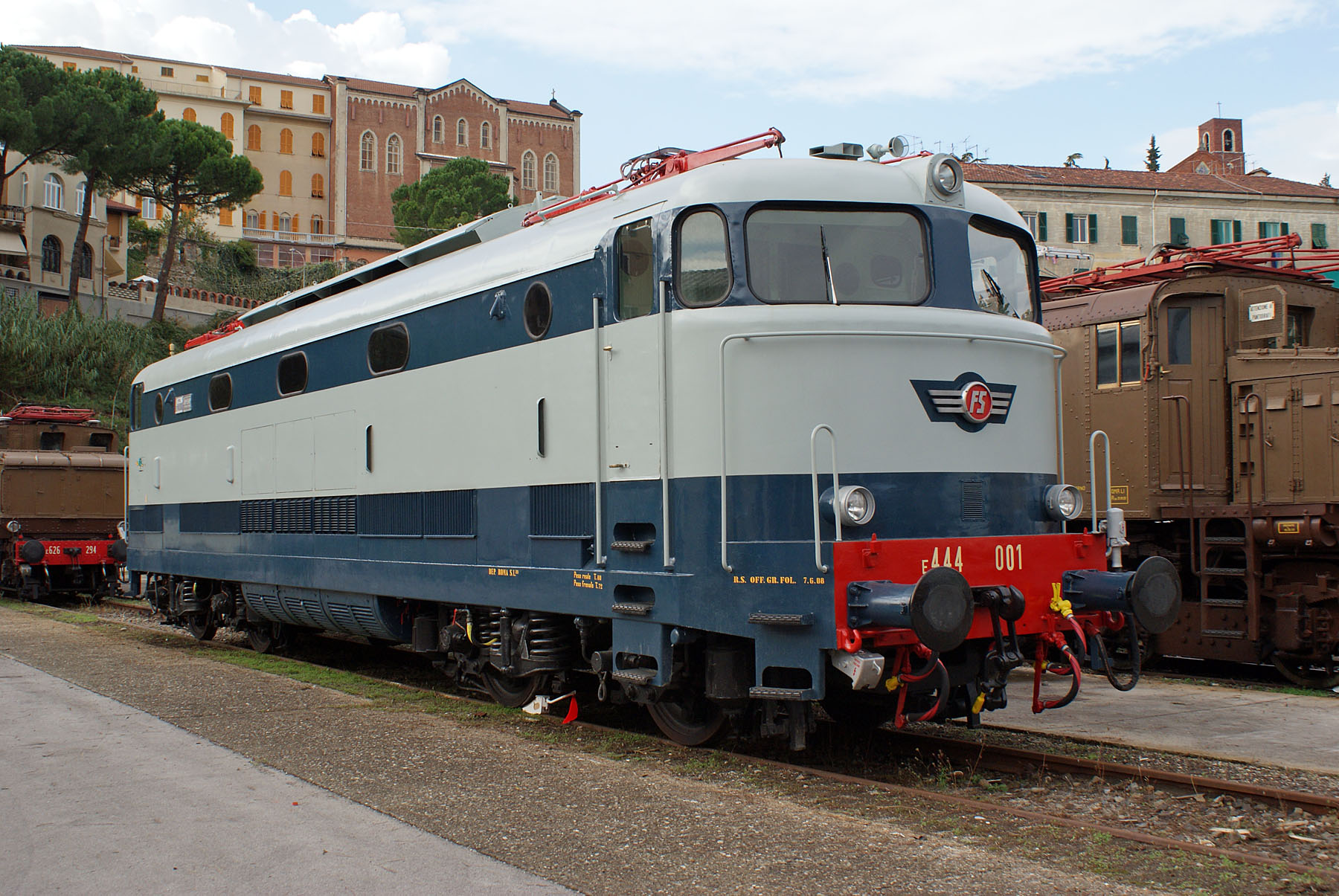
Locomotive E.444.001 1er prototype (1967) exposé au Musée national des Transports de La Spezia

Caractéristiques techniques voir : (it) Dr. Ing. Giulio Giovanardi, « La corsa prova della locomotiva E. 444 dell'8.11.1967 - Caractéristiques techniques détaillées », sur stagniweb.it, janvier 1968 (consulté le 24 mai 2024).
Un premier prototype, numéroté E 444.001, a été livré en juillet 1967 et une longue campagne de tests et essais a commencé. Il embarquait 4 moteurs Tecnomasio T.550 FS de 855 kW chacun. Le voyage inaugural a eu lieu le 8 novembre 1967 sur la ligne ferroviaire traditionnelle entre les gares de Rome-Termini et de Naples-Mergellina en présence des représentants des Ferrovie dello Stato Italiane et des hauts responsables de l'État, le Président du conseil Aldo Moro et le Ministre des transports Oscar Luigi Scalfaro. La locomotive FS E.444.001, à la tête d'un convoi de 393 tonnes composé de six voitures UIC-X ou UIC-Y et d'un fourgon à bagages formant le train TV 33069, a couvert le trajet à la vitesse moyenne de 143 km/h (les 209,83 kilomètres ayant été parcourus en 84 minutes) et a atteint 207 km/h pendant plus de 11 km. Les chemins de fer italiens avaient, à nouveau, fait la preuve de leur capacité à maîtriser la grande vitesse ferroviaire sur une ligne traditionnelle, comme cela était toujours le cas depuis 1936. Les 3 autres prototypes identiques furent mis en service à la fin de l'année 1967 et au début de 1968, il s'agissait des machines les plus puissantes de l'époque circulant sur les voies ferrées italiennes, atteignant 3 420 kW. En revanche, le châssis, de conception antérieure et les bogies, ne leur permettait pas de dépasser la vitesse volontairement limitée de 180 km/h sauf sur de courtes sections. Malgré cela, ces locomotives marquaient une rupture technologique avec les engins moteurs des FS et furent les vedettes de l'exposition ferroviaire organisée à Copenhague. En 1970, un timbre poste spécial de 25 £ires représentant la locomotive a été émis par la Poste italienne en hommage aux succès techniques des chemins de fer italiens.
Après que les 4 prototypes de la "Società Nazionale Officine di Savigliano" (SNOS - future Fiat Ferroviaria) aient été validés techniquement, les FS apportèrent plusieurs modifications avant de lancer la production en série :
- remplacement des 4 moteurs T.550 FS (850 kW) par les T.750 FS (1110 kW), afin de porter la puissance à 4 200 kW, et pouvoir faire homologuer la locomotive à 220 km/h,
- remplacement des bogies ZA 1250 qui limitaient la vitesse à 200 km/h par les bogies équipés de suspensions hydrauliques avec des amortisseurs à ressorts très flexibles,
- nouvelle face avant bombée plus inclinée et plus aérodynamique, qui inspirera les motrices allemandes DB série 103,
- amélioration de l'ergonomie du poste de conduite en cabine,
- prolongation du carénage en bas de caisse entre les bogies,
- nouveau dessin des grilles des prises d'air latérales.

En 1968, une première commande de 50 unités de cette machine est passée auprès de plusieurs groupements de constructeurs italiens comprenant les sociétés : ALCE - ASGEN - Breda C.F. - Casaralta - CESA - Fiat - Italtrafo - OCREN - O.ME.CA. - Ercole Marelli - Reggiane - Savigliano - Sofer - Tecnomasio. Les locomotives ont été livrées, qualifiées et mises en service à partir de 1970.

## Locomotives FS E.444 de série
Entre les 4 prototypes et les premières machines de série, les modifications apportées, remplacement des 4 moteurs Tecnomasio T.550 FS 3 420 kW par 4 T.750 FS développant 4 272 kW, amélioration du châssis et remplacement des bogies pour rendre les locomotives aptes à 250 km/h ont porté leurs fruits. Le profil de la caisse a été modifié pour offrir de meilleures performances aérodynamiques. Les machines reçurent une livrée gris perle rehaussée de deux bandes bleues à laquelle vint s'ajouter un bandeau frontal de sécurité rouge et le logo ailé des FS. Cette livrée demeura inchangée jusqu'aux années 1980.
La première série de 50 machines E.444.006 à 055, livrées et mises en service de 1970 à 1972 ont parfaitement répondu aux exigences de l'exploitant. 
Une seconde commande de 60 locomotives supplémentaires, FS E.444.058 à 117, est passée en 1972 auprès des mêmes constructeurs. Ces unités ont été livrées en 1973 et 1974. La nécessité de circuler sur les lignes françaises, notamment avec les trains de prestige comme le TEE Ligure, obligea les FS à faire adapter 16 machines pour circuler sous le 1,5 kV CC, typiquement utilisé sur le réseau national français.

### Locomotives prototypes FS E.444.005 - 056 & 057
- FS E.444.005

La locomotive prototype E.444.005 a été fabriquée à la suite des modifications apportées aux E.444.056 et 057. Après avoir quitté l'usine Tecnomasio de Vado Ligure en septembre 1975, elle entame un long cycle d'essais complémentaires.
Dans cette unité, un équipement électrique de type hacheur complet (full chopper) a été testé, c'est-à-dire que les hacheurs remplaçaient le rhéostat qui régulait la tension des moteurs.
Contrairement aux locomotives FS E.444.056 et 057 où le rhéostat était soutenu par des composants électroniques (hacheurs shut chopper), dans l'E.444.005, il n'y a que la présence d'équipements électroniques. La puissance installée était de 5 050 kW.
L'équipement électrique utilisé dans cette locomotive a servi de base à la conception de celui des E.632 et E.633. Les tests se sont déroulés sur les lignes Milan - Chiasso et Milan - Domodossola jusqu'en novembre 1981.
Après la fin des essais, à partir de 1982, la locomotive a été utilisée pour la formation du personnel technique des ateliers OGR Foligno des FS.
- FS E.444.056 & 057

Ces 2 locomotives ont été livrées en 1973 avec un équipement électrique conventionnel. Lors de leur transformation dans les ateliers d'Officine Meccaniche Reggiane, leur équipement électrique a été remplacé par du matériel électronique (shunt chopper) Magneti Marelli.
En 1981, à la fin de la période de tests, les 2 locomotives ont été remises en configuration d'origine et réutilisées pour un service normal sur le réseau des FS.

### Locomotives FS E.447
En 1987, les techniciens FS ont voulu mieux adapter les locomotives FS E.444 affectées en permanence aux liaisons rapides fonctionnant à la vitesse de 200 km/h. Pour cela ils ont modifié 18 locomotives du groupe en portant le rapport de démultiplication de 41/77 à 42/75. Ces 18 machines (FS E.444.023, 027, 041, 074, 075, 076, 090, 093, 095, 097, 099, 100, 103, 106, 108, 111, 112 & 114) ont été rebaptisées FS E.447 avec le surnom « Tartarughe della Direttissima ». Cette solution n'ayant pas donné les résultats escomptés, il a été décidé de rétablir l'ancien rapport de transmission. Les 18 locomotives ont été réintégrées dans le groupe FS E.444 d'origine.

## Locomotives E.444R

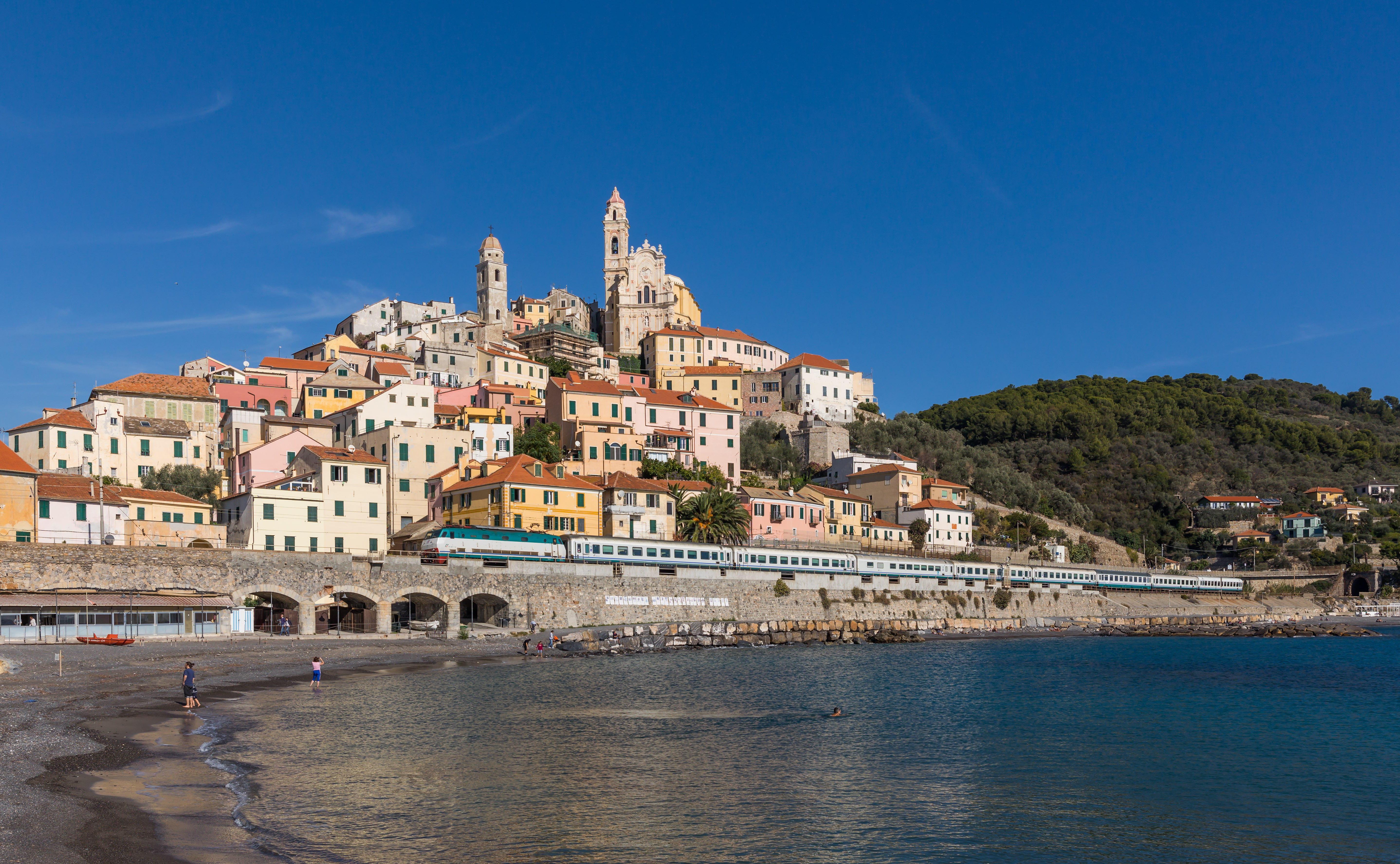
Train tracté par une locomotive FS E.444R à Cervo (Octobre 2016)

L'utilisation des locomotives FS E.444 sur les lignes à grande vitesse avait mis en évidence quelques lacunes que les FS ont voulu rapidement corriger. Pour cela, ils ont fait réaliser une série de modifications sur les motrices en circulation avec la refonte des systèmes de bord pour les uniformiser avec ceux mis en œuvre sur les locomotives de la dernière génération, les FS E.632 et FS E.656. Les puissances des groupes statiques a été augmentée et le système de freinage modifié pour être encore plus efficace aux grandes vitesses.
Les motrices FS E.444 du second groupe, soumises au revamping, verront leur cabine radicalement modifiée, pour améliorer les conditions de travail du personnel (insonorisation & climatisation) et l'effet aérodynamique ce qui leur fera perdre leur forme très arrondie au profit d'une forme plus carrée, moderne et plus agressive. À cette occasion, toutes les motrices E.444 furent désamiantées. Le nom des locomotives muta de E.444 à E.444R, R pour Riqualificazione. La première locomotive E.444 transformée en E.444R par l'atelier FS Officine Grandi Riparazioni de Foligno fut l'E.444-046 qui a été remise en service, après requalification, le 30 juin 1989 et la dernière, en février 1997.

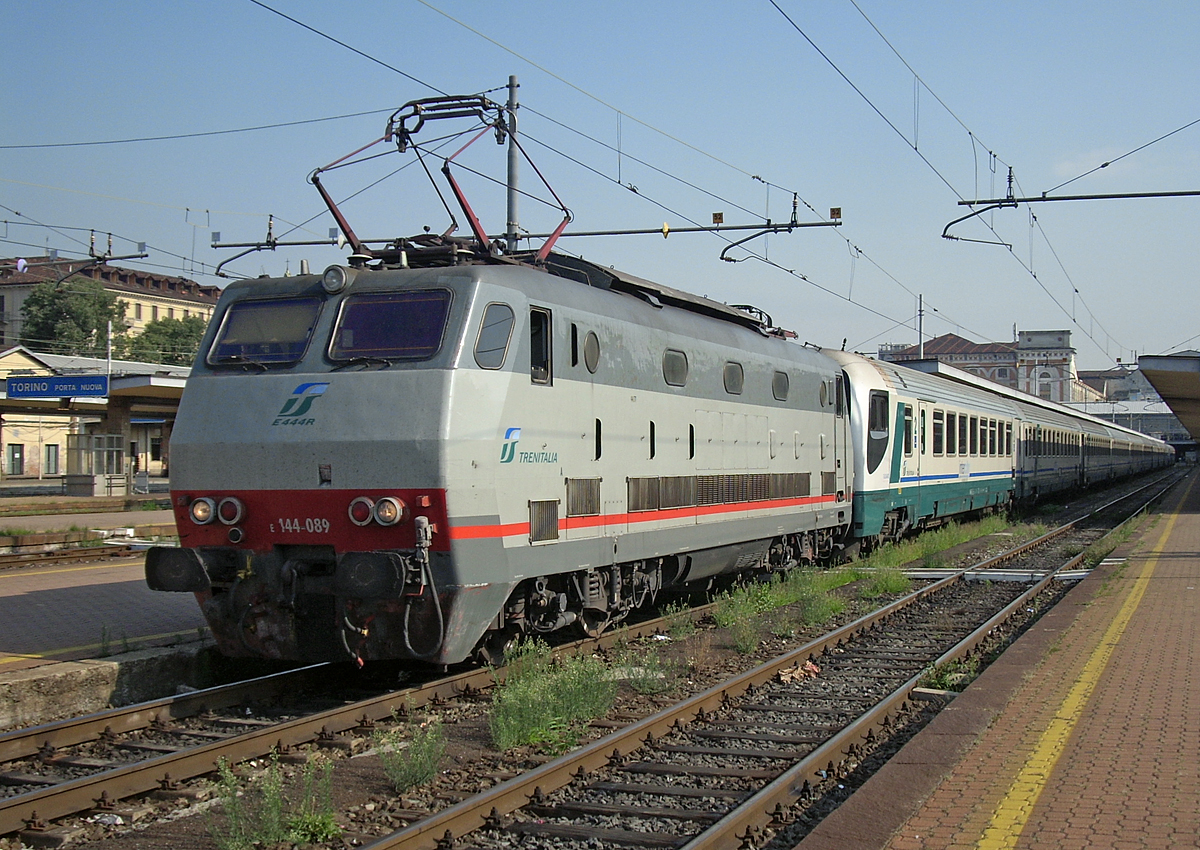
Locomotive FS E.444R livrée Eurostar City Italia

Avec l'apparition de la livrée XMPR, tout le parc roulant a bénéficié des nouvelles couleurs définies selon le type de service effectué. Depuis, le groupe E.444R a bénéficié de la nouvelle livrée ESCI (Eurostar City Italia) qui remplace la livrée XMPR sur les convois Eurostar City.